# Nati nel 1950/Settembre
| Questa pagina contiene informazioni ricavate automaticamente dalle voci biografiche con l'ausilio del template Bio e di un bot. L'aggiornamento è periodico e automatico e ricostruisce completamente la pagina. Se manca una persona in questa lista, sei pregato di non aggiungerla, ma accertati piuttosto che la sua voce biografica contenga il template Bio e che i dati anagrafici siano correttamente compilati. Se il template Bio manca, inseriscilo tu stesso o, in alternativa, metti l'avviso {{tmp\|Bio}} che ne segnala la mancanza. Se i dati riportati sono sbagliati, correggi direttamente la voce biografica; le modifiche saranno visibili in questa lista entro pochi giorni. Per chiarimenti vedi il progetto biografie. La lista contiene solo le 257 persone che sono citate nell'enciclopedia e per le quali è stato implementato correttamente il template Bio. Pagina aggiornata al 10 ago 2025. |

- 1º settembre - Vagit Jusufovič Alekperov, imprenditore russo
- 1º settembre - Carla Brait, attrice, ballerina e showgirl italiana
- 1º settembre - Oscar Cantoni, cardinale e vescovo cattolico italiano
- 1º settembre - Michail Efimovič Fradkov, politico e economista russo
- 1º settembre - Dudu Georgescu, allenatore di calcio e ex calciatore rumeno
- 1º settembre - Michele Giuttari, scrittore e poliziotto italiano
- 1º settembre - Raúl Guitart, cestista argentino († 2011)
- 1º settembre - Branka Jovanović, ex cestista jugoslava
- 1º settembre - Stefan Junge, ex altista tedesco
- 1º settembre - Francis Ignatius Malone, vescovo cattolico statunitense
- 1º settembre - Phil McGraw, psicologo, autore televisivo e conduttore televisivo statunitense
- 1º settembre - Burkhard Niering, poliziotto e militare tedesco († 1974)
- 2 settembre - Emilio Aranguren Echeverría, vescovo cattolico cubano
- 2 settembre - Nuccio Carrara, politico italiano
- 2 settembre - Rosanna DeSoto, attrice statunitense
- 2 settembre - Antonio Garcés, ex calciatore cubano
- 2 settembre - Harvey Levin, personaggio televisivo e avvocato statunitense
- 2 settembre - Giuseppe Noal, ex canottiere italiano
- 2 settembre - Michael Rother, musicista tedesco
- 2 settembre - Lenka Trajkovski, ex cestista jugoslava
- 3 settembre - Jean-Pierre Abelin, politico francese
- 3 settembre - Ken Carrington, ex rugbista a 15 neozelandese
- 3 settembre - Sergio De Luca, dirigente d'azienda italiano
- 3 settembre - Jóhannes Eðvaldsson, calciatore islandese († 2021)
- 3 settembre - Anthimos Kapsīs, allenatore di calcio e ex calciatore greco
- 3 settembre - Peter Lehmann, editore tedesco
- 3 settembre - Pave Maijanen, cantante e musicista finlandese († 2021)
- 3 settembre - Maria Meijll, ex cestista olandese
- 3 settembre - Stan Startzell, ex calciatore statunitense
- 4 settembre - Gianfranco Canali, storico italiano († 1998)
- 4 settembre - Giorgio Leoni, allenatore di calcio e ex calciatore sammarinese
- 4 settembre - Federico Salas-Guevara, politico peruviano († 2021)
- 5 settembre - Máire Geoghegan-Quinn, politica irlandese
- 5 settembre - Orvar Jönsson, ex schermidore svedese
- 5 settembre - David Vunagi, politico e vescovo anglicano salomonese († 2025)
- 5 settembre - Joby Wright, ex cestista e allenatore di pallacanestro statunitense
- 6 settembre - Tseng Kwong Chi, fotografo hongkonghese († 1990)
- 6 settembre - Robyn Davidson, scrittrice australiana
- 6 settembre - Fabio Di Capua, politico italiano
- 6 settembre - Sylvia Garcia, politica statunitense
- 6 settembre - Uwe Kagelmann, ex pattinatore artistico su ghiaccio tedesco
- 6 settembre - Ria Oomen-Ruijten, politica olandese
- 7 settembre - Sandro Boeri, giornalista italiano
- 7 settembre - Joseph Fontano, danzatore e coreografo statunitense
- 7 settembre - Maurizio Franzini, economista italiano
- 7 settembre - Julie Kavner, attrice e doppiatrice statunitense
- 7 settembre - Mário Sérgio Pontes de Paiva, allenatore di calcio e calciatore brasiliano († 2016)
- 7 settembre - Farchat Mustafin, ex lottatore sovietico
- 7 settembre - Peggy Noonan, editorialista statunitense
- 7 settembre - Corrado Sannucci, cantautore, giornalista e scrittore italiano († 2009)
- 7 settembre - Vito Teti, scrittore, antropologo e saggista italiano
- 8 settembre - Andrew James Henderson, botanico britannico
- 8 settembre - Rauf Inileev, allenatore di calcio e ex calciatore uzbeko
- 8 settembre - James Mattis, generale e politico statunitense
- 8 settembre - Léa Pool, regista, sceneggiatrice e produttrice cinematografica svizzera
- 8 settembre - Jerzy Radziwiłowicz, attore polacco
- 8 settembre - Zachary Richard, cantautore, chitarrista e fisarmonicista statunitense
- 8 settembre - Mike Simpson, politico statunitense
- 8 settembre - Naoki Tatsuta, doppiatore giapponese
- 8 settembre - Carlo Verzeletti, vescovo cattolico italiano
- 8 settembre - Antonio Vozzi, politico italiano
- 8 settembre - Heinz-Helmut Wehling, ex lottatore tedesco
- 8 settembre - Martyn Woodroffe, ex nuotatore britannico
- 9 settembre - Ulrike Arnold, pittrice tedesca
- 9 settembre - Omer Beriziky, diplomatico e politico malgascio
- 9 settembre - Steve Downing, ex cestista statunitense
- 9 settembre - John McFee, compositore, violinista e chitarrista statunitense
- 9 settembre - Jiří Pospíšil, cestista cecoslovacco († 2019)
- 9 settembre - Mario Zoryez, ex calciatore uruguaiano
- 10 settembre - Julio Baylón, calciatore peruviano († 2004)
- 10 settembre - Rosie Flores, cantautrice, chitarrista e produttrice discografica statunitense
- 10 settembre - Fortunato Loddi, ex calciatore italiano
- 10 settembre - Tom Lund, allenatore di calcio e ex calciatore norvegese
- 10 settembre - Joe Perry, chitarrista statunitense
- 11 settembre - Giuseppe Calderisi, politico italiano
- 11 settembre - Khosro Harandi, scacchista iraniano († 2019)
- 11 settembre - Frank Kendrick, cestista e allenatore di pallacanestro statunitense († 2024)
- 11 settembre - Eijun Kiyokumo, allenatore di calcio e ex calciatore giapponese
- 11 settembre - Amy Madigan, attrice statunitense
- 11 settembre - Claude Magni, ex ciclista su strada francese
- 11 settembre - Paul McCracken, ex cestista statunitense
- 11 settembre - Antony McDonald, scenografo e regista britannico
- 11 settembre - Pepi Morgia, regista e designer italiano († 2011)
- 11 settembre - Maurizio Righi, ex hockeista su pista italiano
- 11 settembre - Ciro Sebastianelli, cantautore italiano († 2009)
- 11 settembre - Barry Sheene, pilota motociclistico britannico († 2003)
- 11 settembre - David Prescott Talley, vescovo cattolico statunitense
- 11 settembre - Italo Tentorini, ex maratoneta italiano
- 12 settembre - Umberto Bortolani, attore italiano
- 12 settembre - Gustav Brunner, ingegnere e designer austriaco
- 12 settembre - Sergio Cappelli, ex politico italiano
- 12 settembre - Renato Damonti, allenatore di calcio e ex calciatore italiano
- 12 settembre - Riccardo Dura, terrorista italiano († 1980)
- 12 settembre - György Kőszegi, sollevatore ungherese († 2001)
- 12 settembre - Leonardo Michelini, politico italiano
- 12 settembre - Cynthia Myers, attrice e modella statunitense († 2011)
- 12 settembre - David Rohl, egittologo inglese
- 13 settembre - Beni Alon, ex calciatore israeliano
- 13 settembre - Mauro Biglino, scrittore italiano
- 13 settembre - Włodzimierz Cimoszewicz, politico polacco
- 13 settembre - Douglas Lenat, informatico e dirigente d'azienda statunitense († 2023)
- 13 settembre - Jeff Lowe, alpinista e imprenditore statunitense († 2018)
- 13 settembre - Klaus Wunder, calciatore tedesco († 2024)
- 14 settembre - Ilona Bruzsenyák, ex lunghista, multiplista e ostacolista ungherese
- 14 settembre - Robert Costanza, economista statunitense
- 14 settembre - Howard Deutch, regista e produttore televisivo statunitense
- 14 settembre - Mathieu Grosch, politico belga
- 14 settembre - Joško Joras, politico sloveno
- 14 settembre - Ademir Kenović, regista bosniaco
- 14 settembre - Paul Kossoff, chitarrista inglese († 1976)
- 14 settembre - Masami Kuwashima, ex pilota automobilistico giapponese
- 14 settembre - Massimo Mangano, allenatore di pallacanestro e giornalista italiano († 2000)
- 14 settembre - Michael Reaves, scrittore e sceneggiatore statunitense († 2023)
- 14 settembre - Eugene H. Trinh, ex astronauta e biochimico vietnamita
- 14 settembre - Zoran Vraneš, allenatore di calcio e ex calciatore serbo
- 15 settembre - Angela Francese, politica italiana († 2025)
- 15 settembre - Roslyn Gentle, attrice australiana
- 15 settembre - Massimo Leni, ex arbitro di calcio italiano
- 15 settembre - Nicolas Werth, storico francese
- 16 settembre - Jo Ann Emerson, politica statunitense
- 16 settembre - Sandy Faison, attrice e cantante statunitense
- 16 settembre - Henry Louis Gates Jr., scrittore, saggista e critico letterario statunitense
- 16 settembre - Choe In-seon, allenatore di pallacanestro sudcoreano
- 16 settembre - Gioacchino Maniscalco, attore, doppiatore e direttore del doppiaggio italiano
- 16 settembre - Loyola de Palacio, politica spagnola († 2006)
- 16 settembre - Pavel Panov, allenatore di calcio e calciatore bulgaro († 2018)
- 16 settembre - Herman Pluim, ex cestista olandese
- 17 settembre - Soledad Alvear, politica cilena
- 17 settembre - Vittorio Casarin, politico italiano
- 17 settembre - Narendra Modi, politico indiano
- 17 settembre - Giulio Fantuzzi, politico italiano
- 17 settembre - Hassan Nayebagha, ex calciatore iraniano
- 17 settembre - Eddie Palubinskas, ex cestista e allenatore di pallacanestro australiano
- 17 settembre - Małgorzata Smoleńska, ex cestista polacca
- 17 settembre - Roger Stern, fumettista e scrittore statunitense
- 18 settembre - Shabana Azmi, attrice indiana
- 18 settembre - Phil Bayton, ex ciclista su strada e pistard britannico
- 18 settembre - Giuseppe Ceccato, politico italiano
- 18 settembre - Giuseppe Dalla Santa, fumettista italiano († 2011)
- 18 settembre - Anna Deavere Smith, attrice statunitense
- 18 settembre - María-Isabel Fernández, ex tennista colombiana
- 18 settembre - Hideyuki Hirayama, regista giapponese
- 18 settembre - Reggie Royals, cestista statunitense († 2009)
- 18 settembre - Darryl Sittler, ex hockeista su ghiaccio canadese
- 18 settembre - Carl Verbraeken, compositore belga
- 18 settembre - José Geraldo de Castro, ex cestista brasiliano
- 19 settembre - Bonaventura Bottone, tenore britannico
- 19 settembre - Juan Gavajda, ex schermidore e maestro di scherma argentino
- 19 settembre - Jiří Hřebec, allenatore di tennis e ex tennista ceco
- 19 settembre - Erkki Liikanen, politico finlandese
- 19 settembre - Joan Lunden, giornalista e scrittrice statunitense
- 19 settembre - Geoff Masters, ex tennista australiano
- 19 settembre - Domenico Nania, ex politico italiano
- 19 settembre - Oskar Peterlini, politico italiano
- 19 settembre - Francis Tiso, presbitero e scrittore statunitense
- 19 settembre - Finn Roy Vådahl, ex calciatore norvegese
- 19 settembre - Paul Williams, storico delle religioni britannico
- 20 settembre - Loredana Bertè, cantante, attrice e ex ballerina italiana
- 20 settembre - Matt Blair, giocatore di football americano statunitense († 2020)
- 20 settembre - James Blaylock, scrittore statunitense
- 20 settembre - Nadia Cavalera, poetessa, giornalista e scrittrice italiana
- 20 settembre - Šamil' Chisamutdinov, ex lottatore sovietico
- 20 settembre - Gábor Csapó, pallanuotista ungherese († 2022)
- 20 settembre - Lorenzo Diana, politico italiano
- 20 settembre - Daria Galateria, scrittrice, francesista e traduttrice italiana
- 20 settembre - José Luís Jesus, politico e diplomatico capoverdiano
- 20 settembre - Angela Mao, attrice e artista marziale taiwanese
- 20 settembre - Detlev Peukert, storico tedesco († 1990)
- 20 settembre - Dave Twardzik, ex cestista, allenatore di pallacanestro e dirigente sportivo statunitense
- 20 settembre - Hans-Joachim Zillmer, imprenditore e scrittore tedesco
- 21 settembre - Fabio Calzavara, politico italiano († 2019)
- 21 settembre - Oliviero Dalceri, ex hockeista su pista italiano
- 21 settembre - Byron Jennings, attore statunitense
- 21 settembre - Václav Malý, vescovo cattolico e attivista ceco
- 21 settembre - Claudio Maselli, allenatore di calcio e ex calciatore italiano
- 21 settembre - Bill Murray, attore e comico statunitense
- 21 settembre - Dirk Scheringa, imprenditore e dirigente sportivo olandese
- 22 settembre - François Dosse, storico e filosofo francese
- 22 settembre - Giovanni Farina, criminale, poeta e scrittore italiano
- 22 settembre - Max Färberböck, regista e sceneggiatore tedesco
- 22 settembre - Kirka, musicista finlandese († 2007)
- 22 settembre - Limor Livnat, politica israeliana
- 22 settembre - Ernesto Sirolli, economista e politologo italiano
- 22 settembre - Lino Červar, ex pallamanista, allenatore di pallamano e politico croato
- 23 settembre - Alexandre Adler, storico e giornalista francese († 2023)
- 23 settembre - Antonio Borriello, saggista italiano
- 23 settembre - Ilona Grübel, attrice tedesca
- 23 settembre - Timothy J. Keller, teologo e saggista statunitense († 2023)
- 23 settembre - Carlos Kirmayr, ex tennista brasiliano
- 23 settembre - Dietmar Lorenz, judoka tedesco († 2021)
- 23 settembre - Hans Lund, giocatore di poker statunitense († 2009)
- 23 settembre - Hanon Reznikov, attore e regista teatrale statunitense († 2008)
- 23 settembre - David Torosjan, ex pugile sovietico
- 23 settembre - Miodrag Vesković, allenatore di pallacanestro jugoslavo
- 24 settembre - Marie-Christine Adam, attrice francese
- 24 settembre - Samuel Joseph Aquila, arcivescovo cattolico statunitense
- 24 settembre - Giuseppe Bongiorno, politico italiano
- 24 settembre - Pasquale Condello, mafioso italiano
- 24 settembre - Vilson Džoni, ex calciatore jugoslavo
- 24 settembre - Alvin Henderson, ex calciatore trinidadiano
- 24 settembre - John Kessel, scrittore statunitense
- 24 settembre - John McMakin, ex giocatore di football americano statunitense
- 24 settembre - Harriet Walter, attrice britannica
- 24 settembre - Kristina Wayborn, attrice e modella svedese
- 25 settembre - E.C. Coleman, ex cestista statunitense
- 25 settembre - Connie Conway, politica statunitense
- 25 settembre - Maurilio De Zolt, ex fondista italiano
- 25 settembre - Jérôme Diamant-Berger, regista e sceneggiatore francese
- 25 settembre - Francesco Paolo Iannuzzi, funzionario e politico italiano
- 25 settembre - Sebastião Lazaroni, allenatore di calcio brasiliano
- 25 settembre - Bernard Le Coq, attore francese
- 25 settembre - Stanisław Szozda, ciclista su strada polacco († 2013)
- 26 settembre - Corcel Blair, calciatore giamaicano († 2008)
- 26 settembre - Bruno Cazzaro, politico italiano
- 26 settembre - Dan Grecu, ginnasta rumeno († 2024)
- 26 settembre - Andy Haden, rugbista a 15 neozelandese († 2020)
- 26 settembre - Michał Joachimowski, triplista polacco († 2014)
- 26 settembre - Gary Lakes, tenore statunitense
- 26 settembre - Bärbel Struppert, ex velocista tedesca
- 26 settembre - Mohamed Tarabulsi, sollevatore libanese († 2002)
- 27 settembre - Ion Crăciunescu, ex arbitro di calcio rumeno
- 27 settembre - Andrea Esposito, calciatore italiano († 2018)
- 27 settembre - Linda Lewis, cantautrice e musicista britannica († 2023)
- 27 settembre - John Marsden, scrittore e insegnante australiano († 2024)
- 27 settembre - Adrian Porumboiu, imprenditore rumeno
- 27 settembre - Héctor Scotta, ex calciatore argentino
- 27 settembre - Rachmawati Sukarnoputri, politica indonesiana († 2021)
- 27 settembre - Cary-Hiroyuki Tagawa, attore giapponese
- 27 settembre - Chuck Terry, ex cestista statunitense
- 28 settembre - Rolly Benvenuti, ex hockeista su ghiaccio e personaggio televisivo italiano
- 28 settembre - Rosetta Bozzolo, ex cestista italiana
- 28 settembre - Paul Burgess, batterista britannico
- 28 settembre - Christina Hoff Sommers, saggista e filosofa statunitense
- 28 settembre - Jack Hofsiss, regista teatrale statunitense († 2016)
- 28 settembre - Terje Olsen, ex calciatore norvegese
- 28 settembre - John Sayles, regista, sceneggiatore e montatore statunitense
- 28 settembre - Paul Thagard, filosofo canadese
- 28 settembre - Mike Thibault, allenatore di pallacanestro e dirigente sportivo statunitense
- 28 settembre - Stefano Tomassini, giornalista, conduttore radiofonico e saggista italiano († 2021)
- 28 settembre - Josef Tošovský, economista e politico ceco
- 29 settembre - Cesare Bortolotti, imprenditore e dirigente sportivo italiano († 1990)
- 29 settembre - Timothy Lawrence Doherty, vescovo cattolico statunitense
- 29 settembre - Miguel Gallardo, cantautore spagnolo († 2005)
- 29 settembre - Giuseppe Giliberti, storico e giurista italiano
- 29 settembre - Loretta Goggi, cantante, attrice e imitatrice italiana
- 29 settembre - CJ Jones, attore statunitense
- 29 settembre - Klaus Peter Matziol, bassista tedesco
- 29 settembre - Amos Poe, regista, sceneggiatore e produttore cinematografico statunitense
- 29 settembre - Amália Sterbinszky, pallamanista e allenatrice di pallamano ungherese († 2025)
- 30 settembre - Dieter Brei, allenatore di calcio, dirigente sportivo e ex calciatore tedesco
- 30 settembre - Vondie Curtis-Hall, attore e regista statunitense
- 30 settembre - Laura Esquivel, scrittrice e politica messicana
- 30 settembre - Mariano García Remón, allenatore di calcio e ex calciatore spagnolo
- 30 settembre - Lee Cha-man, ex calciatore sudcoreano
- 30 settembre - Enrico Morando, politico italiano
- 30 settembre - Victoria Tennant, attrice britannica
- 30 settembre - Renato Zero, cantautore e produttore discografico italiano